# 皇家皇冠德比
皇家皇冠德比（英文：Royal Crown Derby），英國瓷器製造商，成立於1750年，以生產高品質的骨瓷產品聞名於世。

## 榮譽
- 1775年由英王喬治三世授與皇冠標誌
- 1890年由維多利亞女王授與『皇家』稱號

## 知名產品
- 鐵達尼號在豪華氣派的餐廳內使用的瓷器[2]
- 2005年為英國皇儲查爾斯王子與卡蜜拉婚禮上使用的餐具的作品
- 2013由黃騰輝先生與ROYAL CROWN DERBY畫師共同創作一款以「玫瑰」為主題的手繪花瓶「Derby Rose 2013」，慶祝英國女王伊麗莎白二世加冕60週年。中時電子報 （页面存档备份，存于）

## 外部連結
- Royal Crown Derby （页面存档备份，存于）